# Дикари (телесериал)
Дикари́ (англ. Wildboyz) — американский телевизионный сериал. Он является спин-оффом и продолжением сериала «Чудаки». «Дикари» дебютировал в 2003 году на MTV, а в третьем сезоне переместился на MTV2. В сериале снялись Стив-О и Крис Понтиус, которые выполняют трюки и номера с животными, часто попадая в ситуации, для которых они не подготовлены.

## Формат
Шоу «Дикари» рассказывает о приключениях Криса Понтиуса и Стива-О, которые путешествуют по всему миру. В течение 4 сезонов Понтиус и Стив-О побывали в 19 различных местах. В каждом месте они общались с дикой природой, а также изучала культуру местных жителей. Некоторые из их трюков включают переодевание и бег с животными, которых они встречают, подвергая себя защитным механизмам животных и поедание пищи местных культур.

## В ролях

### Основные актёры
- Крис Понтиус
- Стив-О

### Приглашённые знаменитости
- Тони Хоук
- Мэнни Пьюиг
- Джонни Ноксвилл
- Джейсон Акунья, известный как Wee-Man
- Дэвид Хассельхофф
- Method Man
- Three 6 Mafia